# インガソル (DD-990)
|          | |
| 艦歴     | |
| 発注     | 1975年1月15日 |
| 起工     | 1977年12月5日 |
| 進水     | 1979年3月10日 |
| 就役     | 1980年4月12日 |
| 退役     | 1998年7月24日 |
| その後   | 2003年7月29日に標的艦として沈没 |
| 除籍     | 1998年7月24日 |
| 性能諸元 | |
| 排水量   | 満載：8,875 トン |
| 全長     | 172 m (563 ft) 161 m (529 ft)：水線長 |
| 全幅     | 16.8 m (55 ft) |
| 吃水     | 8.8 m (29 ft) |
| 機関     | COGAG方式、2軸推進 ゼネラル・エレクトリック LM2500 4基、80,000 shp |
| 最大速力 | 32.5+ ノット (60 km/h) |
| 航続距離 | 6,000 海里 (11,000km、20ノット時) 3,300 海里 (6,000km、30ノット時) |
| 乗員     | 士官19名、兵員315名 |
| 兵装     | 54口径Mk.45 5インチ単装砲 2基 Mk.29シースパローIBPDMS 8連装発射機 1基 Mk.15 20mmファランクスCIWS 2基 Mk.141 ハープーンSSM 4連装発射筒 2基 Mk.112 アスロック 8連装発射機 1基 Mk.143 トマホークSLCM 4連装装甲発射機 2基 Mk.32 短魚雷3連装発射管 2基 |
| 航空機   | SH-60 シーホーク 2機搭載可能 |
| モットー | Cognitus Eventu (Known By The Results) |

USSインガソル (USS Ingersoll, DD-990) は、アメリカ海軍の駆逐艦。スプルーアンス級駆逐艦の28番艦。艦名はロイヤル・E・インガソル提督に因む。

## 艦歴
インガソルは1977年12月5日にミシシッピ州パスカグーラのインガルス造船所で起工し、1979年3月10日に進水、1980年4月12日にE・R・フィッケンシャー三世艦長の指揮下就役した。
インガソルの最初の母港はカリフォルニア州サンディエゴであった。その後ロングビーチ、真珠湾と母港は変更された。
インガソルは、1985年にトマホーク巡航ミサイルシステムの装甲ボックスランチャー(Armored Box Launcher, ABL)を装備されたアメリカ海軍艦艇の一隻であった。ボックスランチャーの中には4発のトマホークミサイルが装填され、2基が前甲板のアスロック発射機左右の甲板に直接装備された。そのため、アスロック発射機は旋回範囲が制限されたため後日撤去された。また、システムは非常に重量がかさんだため艦の操舵性に大きく影響した。のちに開発された垂直発射システム(Vertical Launch missile system, VLS)はABLを旧式の物とし、速やかに置き換えられることとなった。
インガソルはスプルーアンス級駆逐艦の中では最新の艦の一隻であったが、早期に退役した艦でもあった。ABLシステムをVLSシステムに改造するコストは、艦の早期退役の要因となった。
インガソルは1998年7月24日に退役し、同日除籍された。
2003年7月29日に標的艦として沈められた。